# ヒプノティッククラムベーク
ヒプノティック・クラムベーク（英: Hypnotic Clambake）は、ロチェスター出身、幅広いジャンルの音楽演奏活動をおこなうグループ。1989年、リードボーカルで、アコーディオン担当であるモーリー・ローゼンバーグにより結成された。結成当初はスタジオで録音活動を主におこなっていたが、その後ツアーもおこなうようになった。ローゼンバーグはバークリー音楽大学映画音楽科卒業である。
メンバーの脱退・加入による影響で、Hypnotic Clambake が取り組む音楽ジャンルに方向転換がしばしば起こった事から、多彩なジャンルを演奏するユニークなグループへと進化した。結成当初から安定したライブ活動をおこない、グループには全米各地にファンがおり、特に北東部には結成時からの根強いファンが多い。1996年以来、ニューヨーク州シャーマンにあるブラッシュウッド・フォークロア・キャンプグラウンドにおいて、Outrageous Universe Revival Festival(OUR Fest)を毎年主催している。

## ディスコグラフィ
| 枚 | リリース年  | タイトル                      |
| -- | ----------- | ----------------------------- |
| 1  | 1991年      | Square Dance Messiah          |
| 2  | 1993年      | Gondola to Heaven             |
| 3  | 1995年      | Kent the Zen Master           |
| 4  | 1997年      | Frozen Live, Vol. 1           |
| 5  | 1997年      | White Christmas Stallion      |
| 6  | 1999–2000年 | Rutland Live - New Year's Eve |
| 7  | 2001年      | Varicose Brain                |
| 8  | 2005年      | Mayonnaise                    |